# اوتنشلاگ
اوتنشلاگ (به آلمانی: Ottenschlag) یک منطقهٔ مسکونی در اتریش است که در ناحیه تسوتل واقع شده‌است. اوتنشلاگ ۲۶٫۱۵ کیلومتر مربع مساحت دارد ۸۴۹ متر بالاتر از سطح دریا واقع شده‌است.